# جيفري ألتير
جيفري ألتير (بالهولندية: Jeffrey Altheer)‏ (9 مارس 1987 بروتردام في هولندا - ) هو لاعب كرة قدم هولندي في مركز الدفاع. لعب مع فاينورد وفي في في فينلو وفيلم تو تيلبورغ وكووبيون بالوسيورا ونادي إكسلسيور وهيلموند سبورت.

## وصلات خارجية
- جيفري ألتير على موقع قاعدة بيانات كرة القدم.إي يو (الإنجليزية)
- جيفري ألتير على موقع Soccerway.com (الإنجليزية)